# Louis Noailles
Louis Noailles, francoski maršal in politik, * 1713, † 1793.